# New Found Power
New Found Power je prvním a zároveň posledním albem skupiny Damageplan.
Ke skladbám "Breathing New Life", "Explode" a "Save me" byl natočen videoklip.

## Seznam písní
1. "Wake Up"
2. "Breathing New Life"
3. "New Found Power"
4. "Pride"
5. "F*** You" (featuring Corey Taylor)
6. "Reborn"
7. "Explode"
8. "Save Me"
9. "Cold Blooded"
10. "Crawl"
11. "Blink of an Eye"
12. "Blunt Force Trauma"
13. "Moment of Truth"
14. "Soul Bleed" (featuring Zakk Wylde)

## Obsazení
- Pat Lachman
- Dimebag Darrell
- Bob Zilla
- Vinnie Paul